# Зильберфельд (Германия)
Зильберфельд (нем. Silberfeld) — деревня в Германии, в земле Тюрингия. Входит в состав города Цойленрода-Трибес района Грайц. 
Население составляет 112 человек (на 31 декабря 2006 года). Занимает площадь 2,13 км².
Зильберфельд впервые упоминается в 1505 году.
До 31 декабря 2010 года Зильберфельд имел статус общины (коммуны). 1 декабря 2011 года вошёл в состав города Цойленрода-Трибес.

## Динамика населения
| - 1994: 116 - 1995: 112 - 1996: 114 - 1997: 116 - 1998: 122 - 1999: 119 | - 2000: 117 - 2001: 117 - 2002: 112 - 2003: 115 - 2004: 114 - 2005: 113 | - 2006: 112 - 2007: 110 - 2008: 110 - 2009: 106 - 2010: 104 - 2013: 102 |